# Головне управління таборів залізничного будівництва
Головне управління таборів залізничного будівництва, ГУТЗБ (рос. ГУЛЖДС НКВД–МВД СССР, ГУЖДС НКВД СССР) — главк (від рос. главный комитет), організований 4 січня 1940 наказом НКВД № 0014 на базі Відділу залізничного будівництва ГУЛАГу НКВС та Управління залізничного будівництва НКВС на Далекому Сході (УЖДС). Найменування «Головне управління таборів залізничного будівництва» (рос. ГУЛЖДС) вперше згадується 26 лютого 1941 (пр. НКВД № 00212). Першим керівником ГУЛЖДС став корпусний інженер (згодом генерал-лейтенант інженерно-технічної служби) Н. А. Френкель.
Основна спеціалізація главку — будівництво залізниць (до війни — на Далекому Сході, на півночі європейської частини СРСР і в Закавказзі); окремі табори були зайняті будівництвом шосейних доріг на території сучасної України і аеропорту в Московській області.
У червні-серпні 1941 р частину таборів ГУЛЖДС була закрита, а їх табірні підрозділи передані в інші ВТТ або в територіальні управління. Будівництво залізниці на Далекому Сході (БАМ) незабаром після початку війни було призупинено і законсервовано. У європейській же частині країни в перший військовий рік обсяги робіт зросли (наприклад, Сєвдвінлаг, Саратовлаг). Крім того, в 1941–1942 рр. на ГУЛЖДС було покладено будівництво частини аеродромів з обслуговуванням робіт ув'язненими таборів залізничного будівництва, Хабарлагу та ін.

## Керівники
- 26.02.1941-28.04.1947 Френкель Нафталій Аронович
- 28.04.1947-18.06.1948 Петренко Іван Григорович
- 21.08.1951-18.03.1953 Смольянінов Олександр Андрійович